# Roxburgh (dorp)
Roxburgh is dorpje in het raadsgebied Scottish Borders in Schotland. De plaats ligt ongeveer 2½ km ten zuidwesten van de historische stad Roxburgh en heeft circa 400 inwoners.
Roxburgh is onder meer bekend vanwege The Roxburghe Hotel & Golf Course, waar internationale golftoernooien worden gespeeld.